# Campeonato Paranaense 2019
In 2019 werd het 105de Campeonato Paranaense gespeeld voor voetbalclubs uit de Braziliaanse staat Paraná. De competitie wordt gespeeld van 19 januari tot 21 april en werd georganiseerd door de FPF. Athletico werd kampioen.
Atlético Paranaense veranderde op 11 december 2018 de naam in Athletico Paranaense. 

## Eerste toernooi

### Eerste fase
De clubs uit groep A spelen tegen de clubs uit groep B. 

#### Groep A
| Plaats | Club                 | Wed. | W | G | V | Saldo | Ptn. |
| ------ | -------------------- | ---- | - | - | - | ----- | ---- |
| 1.     | Toledo               | 6    | 2 | 4 | 0 | 6:3   | 10   |
| 2.     | Operário Ferroviário | 6    | 2 | 3 | 1 | 6:4   | 9    |
| 3.     | Maringá              | 6    | 2 | 3 | 1 | 6:5   | 9    |
| 4.     | Londrina             | 6    | 2 | 2 | 2 | 7:6   | 8    |
| 5.     | Athletico Paranaense | 6    | 2 | 2 | 2 | 5:4   | 8    |
| 6.     | Foz do Iguaçu        | 6    | 0 | 1 | 5 | 0:13  | 1    |

|  | Geplaatst voor tweede fase |

#### Groep B
| Plaats | Club        | Wed. | W | G | V | Saldo | Ptn. |
| ------ | ----------- | ---- | - | - | - | ----- | ---- |
| 1.     | FC Cascavel | 6    | 3 | 2 | 1 | 7:3   | 11   |
| 2.     | Coritiba    | 6    | 2 | 4 | 0 | 9:4   | 10   |
| 3.     | Paraná      | 6    | 2 | 3 | 1 | 7:3   | 9    |
| 4.     | Cianorte    | 6    | 1 | 4 | 1 | 1:1   | 7    |
| 5.     | Cascavel CR | 6    | 2 | 0 | 4 | 5:9   | 6    |
| 6.     | Rio Branco  | 6    | 1 | 2 | 3 | 6:10  | 5    |

|  | Geplaatst voor tweede fase |

### Tweede fase
In geval van gelijkspel worden er strafschoppen genomen, tussen haakjes weergegeven. 
|  | halve finale         | halve finale |  |          | finale | finale |
|  |                      |              |  |          |        |        |
|  |                      |              |  |          |        |        |
|  | Toledo               | 1 (3)        |  |          |        |        |
|  | Operário Ferroviário | 1 (1)        |  |          |        |        |
|  |                      |              |  |          | Toledo | 1 (3)  |
|  |                      |              |  | Coritiba | 1 (2)  |        |
|  | FC Cascavel          | 0 (3)        |  |          |        |        |
|  | Coritiba             | 0 (5)        |  |          |        |        |

## Tweede toernooi

### Eerste fase
De clubs bekampen in dit toernooi de clubs uit hun eigen groep. 

#### Groep A
| Plaats | Club                 | Wed. | W | G | V | Saldo | Ptn. |
| ------ | -------------------- | ---- | - | - | - | ----- | ---- |
| 1.     | Athletico Paranaense | 5    | 4 | 0 | 1 | 18:7  | 12   |
| 2.     | Londrina             | 5    | 3 | 2 | 0 | 10:5  | 11   |
| 3.     | Operário Ferroviário | 5    | 2 | 2 | 1 | 5:5   | 8    |
| 4.     | Foz do Iguaçu        | 5    | 1 | 2 | 2 | 2:3   | 5    |
| 5.     | Maringá              | 5    | 1 | 0 | 4 | 4:9   | 3    |
| 6.     | Toledo               | 5    | 0 | 2 | 3 | 5:15  | 2    |

|  | Geplaatst voor tweede fase |

#### Groep B
| Plaats | Club        | Wed. | W | G | V | Saldo | Ptn. |
| ------ | ----------- | ---- | - | - | - | ----- | ---- |
| 1.     | Coritiba    | 5    | 3 | 1 | 1 | 8:2   | 10   |
| 2.     | Rio Branco  | 5    | 3 | 1 | 1 | 4:2   | 10   |
| 3.     | Cascavel CR | 5    | 2 | 1 | 2 | 4:6   | 7    |
| 4.     | Paraná      | 5    | 2 | 0 | 3 | 7:6   | 6    |
| 5.     | Cianorte    | 5    | 2 | 0 | 3 | 3:8   | 6    |
| 6.     | FC Cascavel | 5    | 1 | 1 | 3 | 4:6   | 4    |

|  | Geplaatst voor tweede fase |

### Tweede fase
In geval van gelijkspel worden er strafschoppen genomen, tussen haakjes weergegeven. 
|  | halve finale         | halve finale |  |          | finale               | finale |
|  |                      |              |  |          |                      |        |
|  |                      |              |  |          |                      |        |
|  | Athletico Paranaense | 3            |  |          |                      |        |
|  | Rio Branco           | 0            |  |          |                      |        |
|  |                      |              |  |          | Athletico Paranaense | 1 (7)  |
|  |                      |              |  | Coritiba | 1 (6)                |        |
|  | Coritiba             | 2            |  |          |                      |        |
|  | Londrina             | 1            |  |          |                      |        |

## Finale
Heen
|               |                |       |                      |                                                    |
| 1 april 16:00 | Toledo         | 1 - 0 | Athletico Paranaense | Estádio 14 de Dezembro, Toledo Toeschouwers: 9.577 |
| 1 april 16:00 | Fandinho 90+2' |       |                      | Estádio 14 de Dezembro, Toledo Toeschouwers: 9.577 |

| Toledo | Athletico-PR |

Terug
|                |                                                                      |       |                                                         |                                                 |
| 14 april 16:00 | Athletico Paranaense                                                 | 1 - 0 | Toledo                                                  | Arena da Baixada, Curitiba Toeschouwers: 25.881 |
| 14 april 16:00 | Matheus Rosseto 7'                                                   |       |                                                         | Arena da Baixada, Curitiba Toeschouwers: 25.881 |
| 14 april 16:00 | Strafschoppen                                                        |       |                                                         | Arena da Baixada, Curitiba Toeschouwers: 25.881 |
| 14 april 16:00 | Bérgson Gabriel Poveda Lucas Halter Matheus Anjos Marquinho Khellven | 6 - 5 | Revson Jhonatan Léo Téles Guilherme Rend Pacato Adriano | Arena da Baixada, Curitiba Toeschouwers: 25.881 |

| Athletico-PR | Toledo |

## Totaalstand
| Plaats | Club                 | Wed. | W | G | V | Saldo | Ptn. |
| ------ | -------------------- | ---- | - | - | - | ----- | ---- |
| 1.     | Athletico Paranaense | 11   | 6 | 2 | 3 | 23:11 | 20   |
| 2.     | Toledo               | 11   | 2 | 6 | 3 | 11:17 | 12   |
| 3.     | Coritiba             | 11   | 5 | 5 | 1 | 17:6  | 20   |
| 4.     | Londrina             | 11   | 5 | 4 | 2 | 17:11 | 19   |
| 5.     | Operário Ferroviário | 11   | 4 | 5 | 2 | 11:9  | 17   |
| 6.     | Paraná               | 11   | 4 | 3 | 4 | 14:9  | 15   |
| 7.     | FC Cascavel          | 11   | 4 | 3 | 4 | 11:9  | 15   |
| 8.     | Rio Branco           | 11   | 4 | 3 | 4 | 10:12 | 15   |
| 9.     | Cascavel CR          | 11   | 4 | 1 | 6 | 9:15  | 13   |
| 10.    | Cianorte             | 11   | 3 | 4 | 4 | 4:9   | 13   |
| 11.    | Maringá              | 11   | 3 | 3 | 5 | 10:14 | 12   |
| 12.    | Foz do Iguaçu        | 11   | 1 | 3 | 7 | 2:16  | 6    |

|  | Kampioen, geplaatst voor Copa do Brasil 2020                     |
|  | Vicekampioen, geplaatst voor Copa do Brasil 2020 en Série D 2020 |
|  | Geplaatst voor Copa do Brasil 2020                               |
|  | Geplaatst voor Série D 2020                                      |
|  | Degradatie                                                       |

### Kampioen
| Campeonato Paranaense de 2019             |
| Paraná                                    |
| ----------------------------------------- |
| ATHLETICO PARANAENSE Kampioen (25° titel) |

## Topschutters
| Speler            | Speler                   | Goals | Club                 |
| ----------------- | ------------------------ | ----- | -------------------- |
| Vlag van Brazilië | Rodrigo Gomes dos Santos | 7     | Coritiba             |
| Vlag van Brazilië | Bérgson                  | 6     | Athletico Paranaense |
| Vlag van Brazilië | Marquinho                | 5     | Athletico Paranaense |
| Vlag van Brazilië | Jenison                  | 5     | Paraná               |
| Vlag van Brazilië | Tocantins                | 5     | FC Cascavel          |
| Vlag van Brazilië | Germano                  | 5     | Londrina             |